# スザンヌ・ジマーマン
スザンヌ・ウィノナ・ジマーマン (Suzanne Winona Zimmerman、1925年7月13日 - 2021年3月14日) はアメリカの元競泳選手、オリンピックメダリスト。結婚後の名前であるスザンヌ・エドワーズ (Suzanne Edwards) でも知られる。1948年のロンドンオリンピックの100m背泳ぎで銀メダルを獲得した。
オレゴン州ポートランドで生まれ育った。水泳のコーチは国際水泳殿堂にも入っているジャック・コーディであった。1948年のオリンピック出場選手のブレンダ・ヘルサー、ナンシー・メルキとともに、マルトノマアスレチッククラブで活躍し、彼女たちは「コーディズ・キッズ」と称された。1939年から1948年まで3人は合わせて58の個人国内競泳タイトルと3の国内団体競泳選手権を獲得した。オレゴンスポーツ殿堂入りを果たしている。